# Меркадо, Джиллиан
Джиллиан Меркадо (англ. Jillian Mercado; род. 1987) — американская модель, инвалид с детства. Является одной из немногих профессиональных моделей в индустрии моды, которые имеют физическую инвалидность. Представляет агентство IMG Models.

## Биография
Родилась 30 апреля 1987 года в Нью-Йорке. Её семья, где имеется еще две младших сестры, имеет латиноамериканские (Доминикана) корни. В детстве у девочки была диагностирована мышечная дистрофия, и она с 12 лет передвигается на инвалидной коляске. Её интерес к моде возник от матери, которая была портной, и отца, работавшего некоторое время продавцом обуви.
С 2006 по 2010 годы Джиллиан обучалась мерчандайзингу в Нью-Йоркском институте Fashion Institute of Technology, пройдя практику в журналах Allure и Veranda. В качестве волонтёра некоторое время она посещала показы моды Fashion Week, что в конечном счёте дало ей возможность сотрудничать с фотографом PMc Magazine Патриком Макмалланом.
В 2014 году Джиллиан выступила в своей первой кампании, работая для дизайнеров джинсовой марки Diesel, куда она была отобрана Николой Формичетти. Успех её работы привлёк внимание президента модельного агентства IMG Models Ивана Барта (англ.  Ivan Bart), и с ней в августе 2015 года был заключён контракт. С тех пор она участвовала в нескольких рекламных кампаниях Nordstrom, а также работала c экс-редактором Vogue Карин Ройтфельд для CR Fashion Book, где её фотографировал Майкл Аведон.
В марте 2016 года Меркадо была объявлена одной из трех моделей, которая появится в кампании для официального сайта Бейонсе, продвигая новый сингл певицы и формируя её мировой тур 2016 года. Позже в этом же году модель была задействована в маркетинговой кампании корпорации Target, попав туда через Billboard Latin Music Awards. В сентябре 2016 года Джиллиан Меркадо появилась в журналах Glamour и Cosmopolitan. К концу этого же года она впервые появилась на первой обложке журнала Posture.
В феврале 2017 года модель появилась в редакционной статье журнала Galore.